# Mesoxiphium
Mesoxiphium är ett släkte av steklar. Mesoxiphium ingår i familjen bracksteklar.
Kladogram enligt Catalogue of Life:
| Mesoxiphium | \| \| Mesoxiphium monostigmaticum \| \| \| \| \| \| Mesoxiphium tenuicorne \| \| \| \| |
|             | \| \| Mesoxiphium monostigmaticum \| \| \| \| \| \| Mesoxiphium tenuicorne \| \| \| \| |
|             | Mesoxiphium monostigmaticum                                                            |
|             |                                                                                        |
|             | Mesoxiphium tenuicorne                                                                 |
|             |                                                                                        |